# Katie Leclerc
Katie Lynn Leclerc (* 6. listopadu 1986, San Antonio, Texas, Spojené státy americké) je americká herečka, která se objevila v seriálech jako Veronica Mars, Fashion House nebo Teorie velkého třesku. Během let 2011 až 2017 hrála v seriálu stanice ABC Family Záměna roli Daphne Vasquez.

## Životopis
Narodila se v San Antoniu v Texasu vyrostla v Lakewood v Coloradu. Je nejmladší ze tří sourozenců. V 17 letech se začala učit znakový jazyk, předtím než zjistila, že má nemoc, která zahrnuje ztrátu sluchu. Ve 20 letech byla diagnostikovaná Ménierovou nemocí. Její otec a sestra mají tu samou nemoc. Symptomy se neobjevily během dětství a proto její řeč nebyla ovlivněna. V seriálu Záměna používá akcent.

## Kariéra
Zájem o herectví objevila v sedmé třídě, kdy získala roli v produkci muzikálu Annie. Poté se přestěhovala do San Diega, kde navštěvovala Valley Center High School. Objevila se v reklamách na Pepsi, Cingular, Comcast a GE. V roce 2006 se objevila ve videoklipu Rascal Flatts k písničce "What Hurts the Most". Zahrála si v seriálu Veronica Mars, Fashion House a Teorie velkého třesku.
V roce 2011 získala hlavní roli v seriálu stanice ABC Family Záměna, kde hraje Daphne Vasquez. V roce 2014 získala hlavní roli v televizním filmu stanice Hallmark Cloudy With a Chance of Love.

## Osobní život
6. září 2014 si vzala svého dlouholetého přítele, realitního makléře, Briana Habecosta. V červenci roku 2017 zažádala o rozvod.

## Filmografie

### Film
| Rok  | Název                  | Role             | Poznámky            |
| ---- | ---------------------- | ---------------- | ------------------- |
| 2006 | Gravy Train            | Lydia Faye       | krátkometrážní film |
| 2006 | Away Team              | Susan            |                     |
| 2009 | Flying By              | Ally             |                     |
| 2009 | The Inner Circle       | Claire           |                     |
| 2012 | Seven Lanters          | Rachel Hawthorne | krátkometrážní film |
| 2014 | Caffeinated            | Milovník kávy    | Dokument            |
| 2015 | Holiday Breakup        | Kelly            |                     |
| 2016 | Stars Are Already Dead | Ireland Haldon   |                     |
| 2019 | Round of Your Life     | Minka            |                     |
| 2021 | A Cape Cod Christmas   | Margot           |                     |
| —    | Blue Call              | Haylee Green     |                     |
| —    | The Ones               | Katie            |                     |
| —    | Mesmerized             | Kate Hawthrone   |                     |

### Televize
| Rok        | Název                              | Role                          | Poznámky                                                                  |
| ---------- | ---------------------------------- | ----------------------------- | ------------------------------------------------------------------------- |
| 2005       | Veronica Mars                      | Crystal                       | díl: „Mlčení nevinného“                                                   |
| 2006       | Fashion House                      | Sara                          | vedlejší role, 4 díly                                                     |
| 2007       | The Naked Trucker and T-Bones Show | Královna Tokersville          | díl: „Salute to America“                                                  |
| 2007       | Saints & Sinners                   | Nevěsta                       | díl: „Dance, Dance, Revolution“                                           |
| 2008       | Invaze buranů                      | Teenager                      | díl: „Friday Night Lights“                                                |
| 2008       | Seznam ex                          | Mila                          | díl: „Protect and Serve“                                                  |
| 2010       | Těžký časy RJ Bergera              | Hluchá dívka                  | díl: „LIly Pad“                                                           |
| 2011, 2017 | Teorie velkého třesku              | Emily                         | díly: „Relativita triviálních rozhodnutí“ a „Prototyp emočního detektoru“ |
| 2011–2017  | Záměna                             | Daphne Vasquez                | hlavní role, 104 dílů                                                     |
| 2012       | The Chew                           | Samu sebe                     | díl: „Extra Value Friday“                                                 |
| 2012       | Kriminálka Las Vegas               | Christine                     | díl: „Mrtvý!“                                                             |
| 2013       | Teens Wanna Know                   | Samu sebe                     | díl: „LA Times Festival of Books“                                         |
| 2013       | The Confession                     | Katie Lapp                    | TV film                                                                   |
| 2013       | My Synthesized Life                | Amanda                        | díly: „Amanda“ a „A Disturbance in the Force“                             |
| 2014       | Zpátky do školy                    | Carol                         | díl: „Analýza vytváření sítí“                                             |
| 2015       | Cloudy with a Chance of Love       | Debbie Metcalfe               | TV film                                                                   |
| 2015       | The Reckoning                      | Katie Lapp/Katherine Mayfield | TV film                                                                   |
| 2017       | Confess                            | Auburn Reed                   | internetový seriál, 7 dílů                                                |
| 2017       | Šílená tchyně                      | Tina                          | TV film                                                                   |
| 2017       | Party Boat'                        | Kiley                         | TV film                                                                   |
| 2019       | Christmas a la Mode                | Emily                         | TV film                                                                   |
| 2019       | The Filth                          | vedoucí castingu              | díl: „Filthy Day Jobs“                                                    |
| 2019       | A Bride's Revenge                  | Miya                          | TV film                                                                   |
| 2020       | Námořní vyšetřovací služba         | seržant Diana Murphy          | díl: „Hluchota“                                                           |

## Ocenění a nominace
| Rok  | Ocenění           | Kategorie                    | Práce  | Výsledek  |
| ---- | ----------------- | ---------------------------- | ------ | --------- |
| 2011 | Teen Choice Award | objev roku: žena             | Záměna | nominace  |
| 2013 | TwoCents TV Award | královna dramatu             | Záměna | vítězství |
| 2013 | Teen Choice Award | letní televizní hvězda: žena | Záměna | nominace  |